# Malcolm X
 Der er for få eller ingen kildehenvisninger i denne artikel, hvilket er et problem. Du kan hjælpe ved at angive troværdige kilder til de påstande, som fremføres i artiklen.

Malcolm X (født Malcolm Little; 19. maj 1925, død 21. februar 1965) var en amerikansk borgerrettighedsforkæmper, som også kæmpede internationalt (for de undertrykte sorte mennesker rundt i verden). Hans muslimske navn var Al-Hajj Malik Al-Shabazz, som han forkortede til Malik Shabazz, når han var på rejse.
Malcolm X blev født i Omaha i Nebraska, men han voksede op i Lansing, hovedstaden i Michigan. Han var den fjerde i en søskendeflok på otte, men faderen havde også tre børn fra et tidligere ægteskab.
Hans mor, Louise, var født på øen Grenada i Britisk Vestindien som datter af en sort kvinde, der var blevet voldtaget af en hvid mand. Faderen, Earl Little, stammede fra staten Georgia. Malcolm X' far var baptistpræst men var også politisk aktiv. Han agiterede utrætteligt for den mest opsigtsvækkende sorte bevægelse i 1920'erne, UNIA (Universal Negro Improvement Association).
Da Malcolm sluttede sig til de sorte muslimer i Detroit, fik han samtidig udskiftet sit efternavn Little med X.
X symboliserede det sande afrikanske familienavn, som slaverne havde fået udskiftet af de hvide slaveejere. På denne måde blev dette X et symbol, der knyttede de sorte muslimer sammen.
Efterhånden som bevægelsen voksede, og det ved et tempel var flere med samme fornavn, berigede man X'et med tal, således at fx den tredje James kom til at hedde James 3X.
Elijah Muhammad belærte ham om, at han skulle bære dette navn til den dag, hvor Gud selv vendte tilbage og gav ham et helligt navn af sin egen mund.
Malcolm X blev skuddræbt i Harlem, New York 21. februar 1965.

## Nation of Islam
Efter sin løsladelse fra fængslet besøgte Malcolm Elijah Muhammed i Chicago, Illinois.
Dér, akkurat som mange andre medlemmer af Nation of Islam, skiftede han sit efternavn til "X". I sin biografi forklarede Malcolm X hvad "X" står for: "Det muslimske "X" symboliserer det oprindelige afrikanske efternavn, som han aldrig kunne finde. For mig er "X" et substitut for det hvide slaveejer- navn "Little", som en eller anden djævel med blå øjne har tvunget ned over hovedet på mine mandlige forfædre." FBI udfærdigede en sagsmappe på Malcolm X i marts 1953 efter at have fået vide af en informant, at Malcolm X kaldte sig selv for kommunist. Kort tid efter mistede FBI interessen for Malcolm X's mulige tilhørsforhold til Kommunistpartiet og fokuserede i stedet for på hans hurtige opstigen i Nation of Islams rækker.
I juni 1953 blev Malcolm X udnævnt til hjælpeprædikant for Nation of Islams Tempel nummer 1 i Detroit. Sidst i 1953 grundlagde han Bostons Tempel nummer 11. I marts 1954 udvidede Malcolm X Tempel nummer 12 i Philadelphia, Pennsylvania. To måneder senere blev han udvalgt til at lede Nation of Islams Tempel nummer 7 (en:Mosque_No._7) i Harlem. Han udvidede hurtigt medlemsantallet.
Malcolm X blev kendt i almenheden i 1959 efter en TV-udsendelse i New York om Nation of Islam, kaldt "The Hate That Hate Produced". Repræsentanter fra den trykte presse, fra radio og fra TV bad ham ofte om at kommentere forskellige sager. Han blev også opsøgt som talsmand af andre landes reportere.[kilde mangler]
Udover sit oratoriske talent gjorde Malcolm X et stort indtryk på folk. Han havde en højde af 1.91 meter og vejede omkring 82 kilo. I henhold til en samtidig forfatter havde Malcolm X "en stærk krop", og en anden skribent beskriver ham som "fortryllende flot ... og altid pletfrit påklædt".
Fra sin tilslutning til Nation of Islam i 1952 indtil han forlod organisationen i 1964 promoverede Malcolm X Nation of Islams lære. Han fremførte, at de sorte mennesker er de oprindelige mennesker på jorden, og at hvide mennesker er skabt som en race af djævle. I sine taler påstod Malcolm X, at sorte mennesker var de hvide mennesker overlegne, og at den hvide races undergang var snarlig forestående. Medens borgerrettighedsbevægelsen kæmpede imod raceadskillelse, gik Malcolm X ind for en adskillelse af afro-amerikanerne fra de hvide mennesker. Han foreslog oprettelsen af en særskilt stat for sorte mennesker, indtil afro-amerikanerne kunne tage tilbage til Afrika. Malcolm X afviste ligeledes borgerrettighedsbevægelsens ikke-volds-strategi og var fortaler for, at sorte mennesker skulle bruge alle forhåndenværende midler til selvforsvar og for at beskytte sig selv. Malcolm X's taler gjorde et kæmpestort indtryk på hans publikum; generelt var afro-amerikanere, som boede i de nordlige og vestlige byer, trætte af at få fortalt, at de skulle vente på frihed, retfærdighed, lighed og respekt. Mange sorte følte, at han kunne udtrykke deres klager på en bedre måde, end borgerrettighedsbevægelsen gjorde det.
Mange hvide mennesker, og enkelte sorte, var bekymret over Malcolm X og de ting, han sagde. Både han og Nation of Islam blev betegnet som hadprædikanter, sorte separatister, voldsfortalere og trusler imod bisættelsen af raceproblemerne. Borgerettighedsbevægelsen tog afstand fra Malcolm X og Nation of Islam og kaldte dem uansvarlige ekstremister, hvis synspunkter ikke var repræsentative for afro-amerikanerne. På samme måde var Malcolm X også kritisk overfor borgerrettighedsbevægelsen, som han kaldte for "stråmænd" for den hvide overmagt.[kilde mangler]
Malcolm X anses i almindelighed for den næst-mest indflydelsesrige leder i Nation of Islam efter Elijah Muhammed. Det var hans indsats, som fik medlemstallet i Nation of Islam til at vokse fra 500 medlemmer i 1952 til 25.000 i 1963. Han inspirerede bokseren Cassius Clay (senere kendt om Muhammed Ali) til at indtræde i Nation of Islam. Ali forlod senere Nation of Islam igen og blev sunni-muslim, ligesom Malcolm X.
I begyndelsen af 1963 begyndte Malcolm X samarbejdet med forfatteren Alex Haley, som skrev Malcom. I 1964 sagde han til Haley: "Det vil være et mirakel, hvis jeg er i live, når bogen udkommer." [kilde mangler] Bogen var endnu ikke færdigskrevet, da Malcolm X blev myrdet i februar 1965. Haley fuldførte bogen og udgav den senere samme år. I 1998 kaldte det amerikanske tidsskrift Time Magazine The Autobiography of Malcolm X og bogen for en af de ti mest indflydelsesrige bøger i det 20. århundrede.[kilde mangler]

## Udtræden af Nation of Islam
Den 1. december 1963 blev Malcolm X bedt om at kommentere mordet på præsident Kennedy, og han udtalte, at mordet blot var "hønsene, der kom hjem for at lægge æg". Han tilføjede: "jeg bliver aldrig ked af det, når jeg ser høns komme hjem for at lægge æg; det gør mig kun glad".
Hans bemærkninger afstedkom offentlig protest. Nation of Islam havde tidligere udsendt en kondolencemeddelelse til Kennedys familie og beordret sine prædikanter til ikke at kommentere mordet. Nu censurerede de deres tidligere mediestjerne, og selv om Malcolm X beholdt sin post og sin rang som prædikant, fik han forbud imod at udtale sig offentligt i 90 dage.
Den 8. marts 1964 annoncerede Malcolm X sit brud med Nation of islam. Han sagde, at han stadigvæk var muslim, men han følte, at Nation of Islam var "gået så langt ud som de kunne" på grund af sine stramme religiøse dogmer. Malcolm X bekendtgjorde, at han planlagde at danne en sort nationalistbevægelse, som skulle "højne den politiske bevidsthed" blandt afro-amerikanerne. Han udtrykte også sin vilje til at samarbejde med andre borgerrettighedsforkæmpere, og han sagde, at Elijah Muhammed havde forhindret ham i at gøre det tidligere.
En af grundene til bruddet var også de voksende spændinger mellem Malcolm X og Elijah Muhammed, på grund af Malcolm X's overraskelse over rygter omkring Muhammeds udenomsægteskabelige affærer med yngre sekretærer[kilde mangler]. Sådanne handlinger stred imod Nation of Islams lære. I første omgang ignorerede Malcolm X rygterne og talte med Muhammeds søn Wallace og med de kvinder, der var kommet med anklagerne. Han blev overbevist om deres sandhed, og Muhammed bekræftede da også rygterne i 1963. Muhammed prøvede at retfærdiggøre sine handlinger under henvisning til tidligere tiders profeters handlinger i Bibelen.
Efter sin udtræden af Nation of Islam grundlagde Malcolm X den religiøse organisation Muslim Mosques Inc. og Organisationen for Afro-Amerikansk Enhed; en sekulær gruppe, der promoverede pan-afrikanisme. Den 26. marts 1964 mødte han Martin Luther King Jr. i Washington DC, efter et pressemøde, hvor begge mænd havde besøgt Senatet for at høre en debat om Borgerrettighedsloven. Dette var det eneste møde mellem de to mænd; de mødtes kun lige et minut, længe nok til at fotograferne kunne tage billeder. I april samme år holdt Malcolm X en tale, hvori han rådede afro-amerikanerne til at bruge deres stemmeret klogt. Flere sunni-muslimer opfordrede Malcolm X til at lære mere om islam.[kilde mangler] Kort efter konverterede han til sunni-islam og besluttede at tage på pilgrimsrejse til Mekka (hajj).

## Pilgrimsrejse til Mekka
Den 13. april 1964 påbegyndte Malcolm X sin rejse fra USA til Jeddah i Saudi-Arabien. De saudiske myndigheder stillede spørgsmål ved hans muslimske tro på grund af hans amerikanske pas og på grund af, at han ikke kunne arabisk. Da kun troende muslimer har adgang til Mekka, blev han adskilt fra sin rejsegruppe i omtrent 20 timer, mens saudierne prøvede at finde ud af, om han var ægte muslim.
Ifølge hans biografi så Malcolm X en telefon og huskede bogen The Eternal Message of Muhammad af Abdul Rahman Hassan Azzam, som havde sørget for at hans visumansøgning gik igennem. Han ringede til Azzams søn, der arrangerede hans løsladelse fra de saudiske myndigheders greb. Hos den yngre Azzams hjem mødte han Azzam Pasha, der sørgede for at Malcolm X fik en suite i Jeddah Palace Hotel. Næste morgen annoncerede Muhammed Faisal, der var en søn af den saudiske Prins Faisal, at Malcolm X var en gæst på statens regning. Den saudiske hofprotokols souschef ledsagede Malcolm X til Mekka, hvor han fik tilladelse til at gennemføre sin pilgrimsfærd.
Den 19. april gennemførte Malcolm X sin pilgrimsfærd ved at vandre 7 gange rundt om Kaabaen, ved at drikke fra Zamzambrøndens vand og ved at løbe mellem Safah og Marwa bakker 7 gange. Efter afslutningen af sin pilgrimsrejse (hajj) fik Malcolm X en audiens hos Prins Faisal. Malcolm X udtalte, at rejsen havde åbnet hans øjne og vist ham, hvordan forskellige racer behandlede hinanden ligeværdigt. Han var blevet overbevist om, at raceproblemerne kunne blive overvundet gennem praktisering af islam.

## Kulturarv
Malcolm X er blevet beskrevet som en af historiens største og mest indflydelsesrige afro-amerikanerne. Han er anerkendt for at have styrket selvtilliden hos sorte amerikanere og for at have genetableret kontakten til deres afrikanske rødder. Han er generelt ansvarlig for at have spredt islam ud til de sorte samfund i USA.[kilde mangler]